# Alpthal
Alpthal es una comuna suiza del cantón de Schwyz, localizada en el distrito de Schwyz. Limita al norte y noreste con la comuna de Einsiedeln, al este con Oberiberg, al sur y suroeste con Schwyz, y al oeste con Rothenthurm.